# نینا پیلی
نینا پیلی (انگلیسی: Nina Paley؛ زادهٔ ۳ مهٔ ۱۹۶۸) کارتونیست، انیماتور و فعال جنبش فرهنگ آزاد اهل ایالات متحده آمریکا است.